# Кърн
Кърн (на английски: Kern) е окръг в Калифорния. Окръжният му център е град Бейкърсфилд.

## География
Окръг Кърн е с обща площ от 21 138 km².

## Население
Окръг Кърн е с население от 661 645 души (2000). Окръгът е с гъстота на населението от 31 д./km²

## Градове
- Арвин
- Бейкърсфилд, най-големият град в окръг Кърн
- Делано
- Калифорния Сити
- МакФарлънд
- Марикопа
- Риджкрест
- Тафт
- Техачапи
- Уаско
- Шафтър

## Други населени места
- Беър Вали Спрингс
- Бодфиш
- Бътънуилоу
- Голдън Хилс
- Дърби Ейкърс
- Дъстин Ейкърс
- Кийн
- Кърнвил
- Лейк Изабела
- Лейк ъф дъ Удс
- Лост Хилс
- Мак Китрик
- Метлър
- Мохаве
- Ойлдейл
- Оникс
- Северен Едуърдс
- Тафт Хайтс
- Уелдън
- Фелоус
- Форд Сити
- Фрейжър Парк
- Чайна Лейк Ейкърс
- Южен Тафт